# Emmanuel Drake del Castillo
Emmanuel Drake del Castillo (Paris, 1855 — Saint-Cyran-du-Jambot (Indre & Loire), 1904) foi um botânico francês.